# 목도리지빠귀

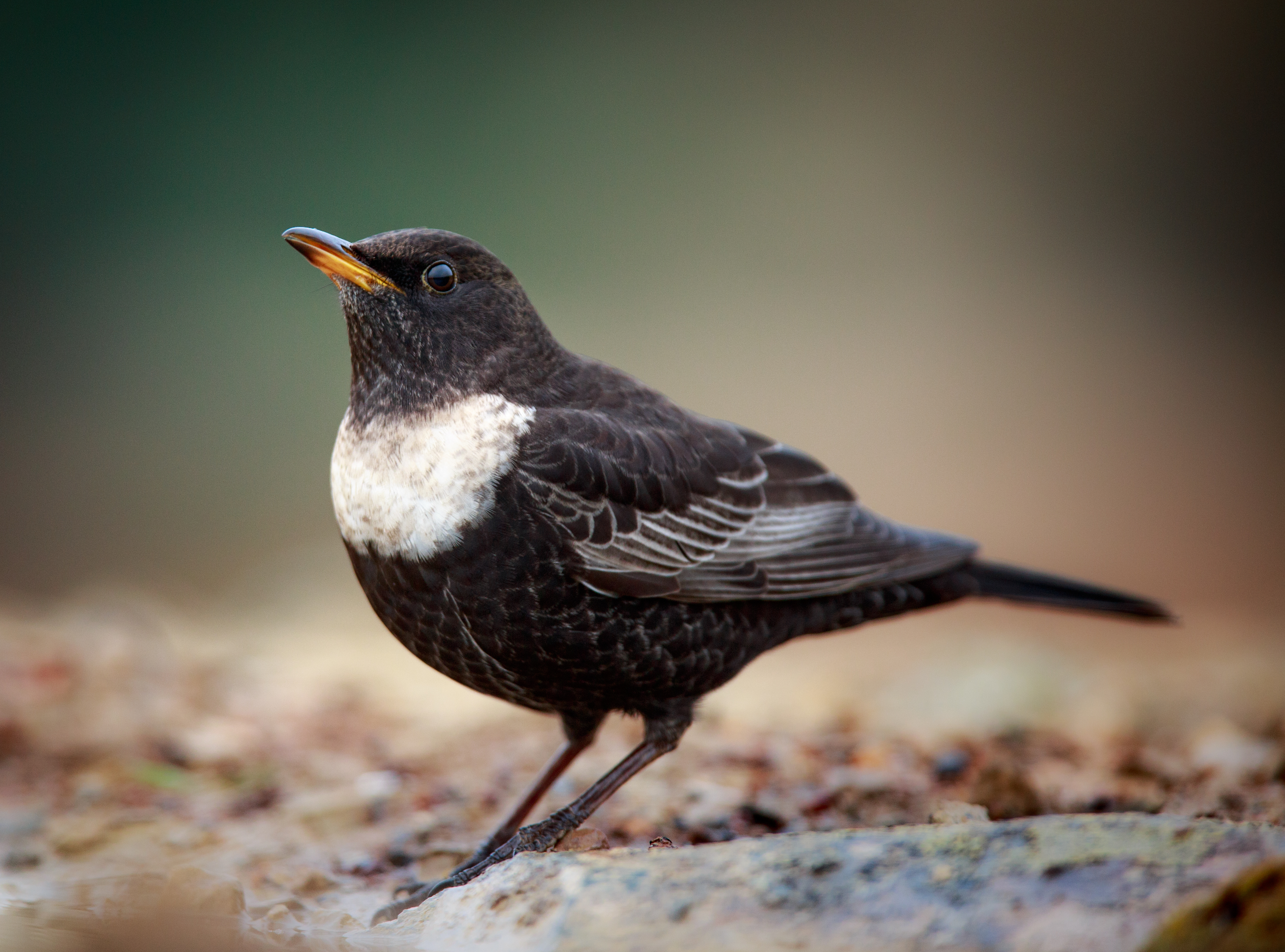
수컷

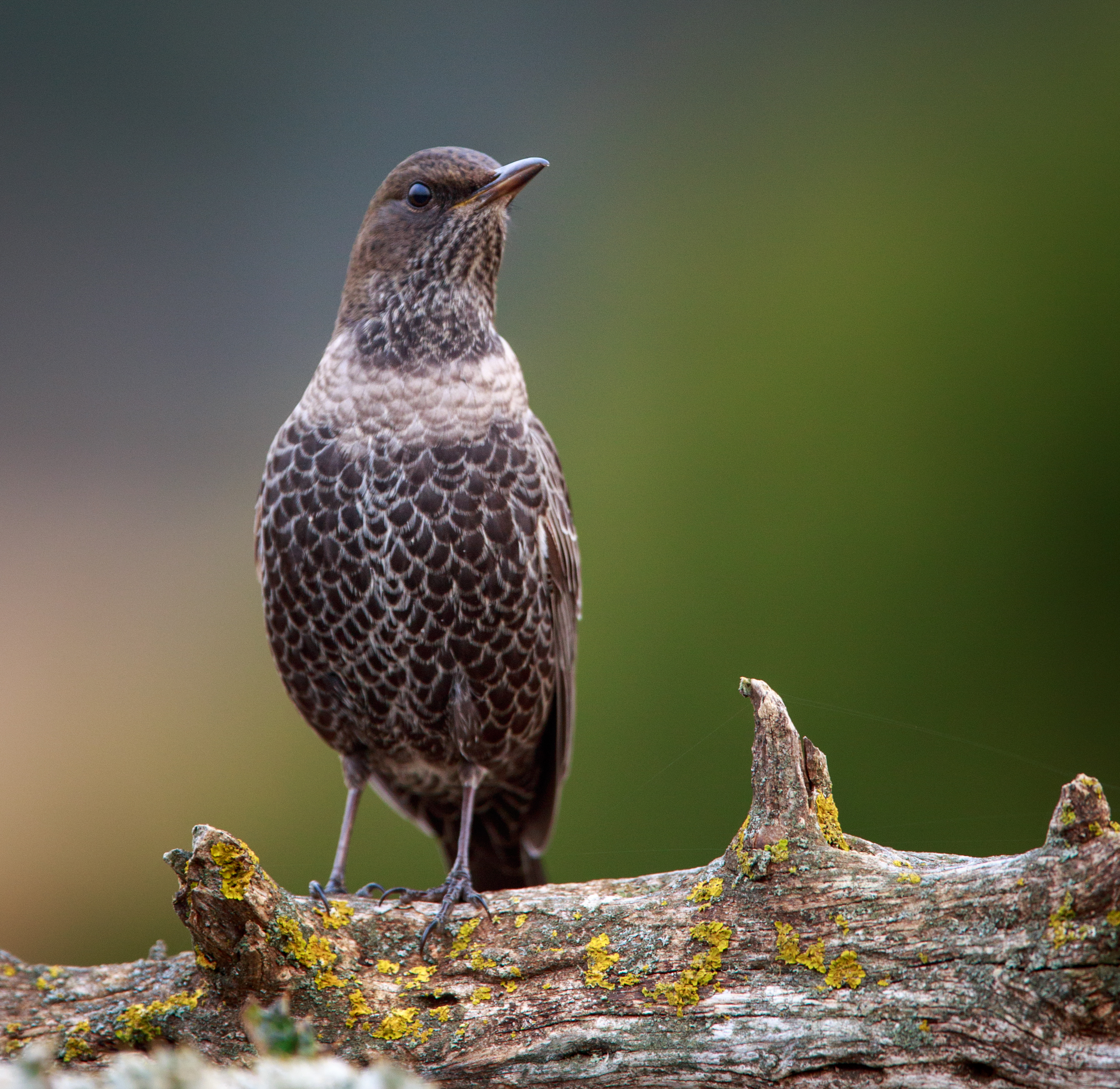
암컷

목도리지빠귀(Turdus torquatus)는 지빠귀과에 속하는 새로, 대부분 유럽 개체들이다. 길이가 23~24cm(9.1~9.4인치)이고 무게가 90~138g(3.2~4.9온스)인 중간 크기의 지빠귀이다. 수컷은 주로 검은색이며 가슴 전체에 눈에 띄는 흰색 초승달 모양이 있다. 암컷은 수컷보다 갈색이고 더 흐릿하며 어린 새에게는 창백한 가슴 무늬가 전혀 없을 수 있다. 서식지의 최북단을 제외한 모든 지역에서 이 종은 고지대에 서식하며 아일랜드 동쪽에서 이란에 이르는 산에서 세 종족이 번식한다. 일부 나무나 관목이 있는 개방된 산악 지역에서 번식하며 후자에는 종종 침엽수, 너도밤나무, 노간주나무 등이 포함된다. 이것은 남부 유럽, 북아프리카, 터키, 일반적으로 주니퍼 덤불이 있는 산에서 겨울을 보내기 위해 번식지를 떠나는 철새이다. 일반적인 알무더기는 3-6 개의 갈색 반점이 있는 옅은 파란색 또는 녹청색 알이다. 거의 전적으로 암컷이 품으며 부화는 일반적으로 13일 후에 발생한다. 솜털 같은 병아리는 14일 만에 새끼를 낳고, 새끼를 낳은 후 약 12일 동안 부모에게 의존한다.